# Povl Wöldike
Povl Jeremias Wöldike, född 13 augusti 1899, död 25 juli 1975, var en dansk skådespelare.

## Roller i urval
- 1938 – Den mandlige husassistent
- 1942 – Urspårad
- 1946 – Morfin
- 1957 – Ingen tid til kærtegn
- 1957 – Natt i Nyhavn
- 1958 – Krudt og klunker
- 1959 – Vi är tokiga allihop
- 1967 – Onkel Joakims hemmelighed
- 1968 – Bamse
- 1970 – Husarernas mandomsprov